# WINITI
Koordinaten: 55° 48′ 30,33″ N, 37° 31′ 11,39″ O
WINITI (russisch ВИНИТИ, Всероссийский институт научной и технической информации, Wserossiiski Institut Nautschnoi i Technitscheskoi Informazii), die Abkürzung steht für Gesamtrussisches Institut für wissenschaftliche und technische Information, ist das in Moskau ansässige Informationszentrum der Akademie der Wissenschaften der Russischen Föderation. Die in Russland und der übrigen GUS zentrale und führende Institution, und deren Webseite, dient vornehmlich der russischsprachigen Öffentlichkeit, die Informationen aus dem wissenschaftlich-technischen Bereichen wie der Mathematik, Informatik, Elektrotechnik, Physik, Chemie und den Wirtschaftswissenschaften sucht.

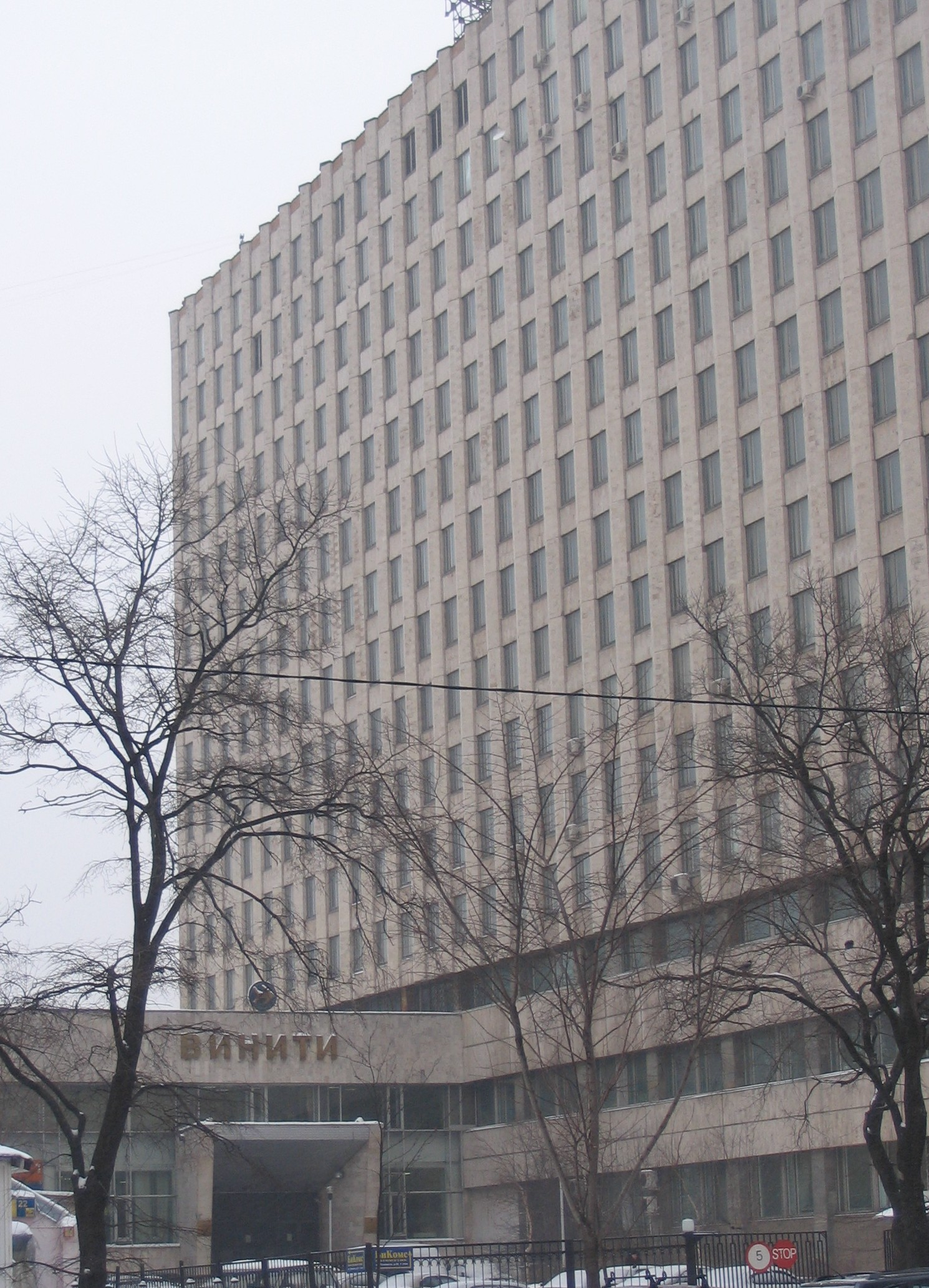
Das Gebäude des WINITI

## Geschichte
1952 wurde das Institut für wissenschaftliche Informationen von der Sowjetischen Akademie der Wissenschaften gegründet und 1955 als WINITI, Allunionsinstitut („Wsesojusny Institut“) für wissenschaftliche und technische Information reorganisiert. Als Dokumentationszentrum der Wissenschaft und Forschung in der ehemaligen UdSSR hatte WINITI als effektives Instrument der Informationsversorgung Anteil am Sputnikschock von 1957 in den USA. Der VEB Zentrale Informationsverarbeitung Chemie Berlin (ZIC) erfasste seit den 1970er Jahren gemeinsam mit WINITI Daten für die SPRESI-Datenbank für chemische Strukturen, Reaktionen, Fakten und bibliographischen Hinweisen.
1998 wurde WINITI vom russischen Parlament, der Duma, zum Organisator des staatlichen Systems wissenschaftlich-technischer Informationen (GSNTI, russisch Gossudarstwennaja sistema nautschno-technitscheskoi informazii) berufen.

## Verfügbarkeit
Heute wird die Datenbank von der Firma InfoChem GmbH (Springer Science and Business Media) als Webapplikation SPRESIweb online angeboten. WINITI arbeitet seit 2001 mit dem FIZ Chemie zusammen, die Daten von WINITI fließen in die Datenbank DETHERM ein, die weltweit größte Faktendatenbank thermophysikalischer und thermodynamischer Daten.
Die Technische Informationsbibliothek (TIB) Hannover bezog von 1970 bis 1985 und erneut seit 1992 sogenannte Deponierte Aufsätze von VINITI, die den größten Fundus solcher Aufsätze hält. Diese Deponierten Aufsätze (zitiert als „Dep. ruk. …“ oder „Deposited Doc …“) sind eine UdSSR-typische Veröffentlichungsart umfangreicher Arbeiten die im so genannten „Referatiwny schurnal“ referiert werden, selbst jedoch nur in Kurzform oder aber gar nicht in Zeitschriften erschienen sind. Der Volltext ist deponiert beim jeweiligen Informationsinstitut und nur auf Anfrage erhältlich. Die Referate Zeitschriften sind online oder als CD-Rom erhältlich. Die TIB beherbergt etwa 90.000 dieser Aufsätze.

## Herausgeber
Das Institut ist Herausgeber von Referateblättern, Datenbanken und verschiedenen Magazinen. Als Quellen für diese Werke dient WINITI Literatur aus 70 Ländern in 40 Sprachen. WINITI betreibt seit 1981 eine Datenbank mit über 21 Millionen (2005) Dokumenten. Die Datenbank umfasst 28 Themengebiete (240 Unterthemen) und wird monatlich erweitert, sie ist eine der größten naturwissenschaftlich-technischen Datenbanken in Russland. Inhalte der Datenbank, die zu 30 Prozent aus russischen Quellen stammen, sind Bücher, Periodika, eigene Publikationen, wissenschaftliche Publikationen und Graue Literatur. Jedes Dokument enthält ein Referat in russischer Sprache. Die Abstracts der Dokumente sind kostenlos.

### Referatiwny schurnal
Es werden seit 1952 Referateblätter (abgekürzt РЖ) zu folgenden Fachgebieten herausgegeben:
- Automation und Computertechnik, Funktechnik, Kommunikation, Elektronik
- Astronomie, Vermessung, Weltraumforschung, Das Studium der Erde aus dem Weltraum (Fernerkundung)
- Biologie, Biotechnologie, Bionanotechnologie, Bionanomaterialien
- Geographie, Geophysik
- Geologie, Bergbau
- Informatik
- Verlag und Druck
- Mathematik
- Technik
- Medizin
- Metallurgie, Schweißtechnik
- Messtechnik
- Mechanik
- Notstandswissenschaften
- Umweltschutz und Wiederherstellung der natürlichen Ressourcen
- Transport
- Physik
- Chemie und Chemieingenieurwesen
- Wirtschaft und Management
- Elektrotechnik
- Energiewirtschaft